# Девичник club
«Девичник club» – спектакль Театра имени Пушкина по пьесе Айвона Менчелла «Девичник над вечным покоем». Постановка известного режиссёра Романа Козака. Премьера состоялась 14 сентября 2006 года. Главные роли в спектакле исполняют народные артистки России Вера Алентова, Мария Аронова и Лариса Голубкина.

## Краткое содержание
После смерти своих мужей три верные вдовы создают своего рода клуб, «заседания» которого традиционно проходят на кладбище, у могил их благоверных. С годами эти ритуальные посиделки приобретают прямо-таки трагикомический характер. Подруги живут воспоминаниями о прошлом, доходящими порой до абсурда: пытаются поговорить с мужьями на спиритических сеансах, даты собственных встреч связывают с поминками.
Они очень разные по характеру, образу жизни и воспитанию, но чувствуют себя одной семьей. До поры до времени... Пока одна из вдов не решает-таки выйти из клуба, начать жить настоящим, а то и, страшно сказать, снова выйти замуж! Остальные «члены клуба» вовсе не намерены сидеть сложа руки и ждать, когда распадется их крепкое трио. Они идут на крайние меры...

## Действующие лица
- Люсиль – Вера Алентова
- Ида – Мария Аронова
- Дорис – Лариса Голубкина
- Сэм – Борис Дьяченко / Андрей Заводюк
- Милдрэд – Екатерина Сибирякова / Виктория Триполина

## Пресса о героях спектакля
«Это комедия характеров... Зритель должен смеяться, глядя на знакомых, любимых и значимых актрис, надевших броские маски. Вера Алентова получила маску буйной дамочки, охотящейся за тряпками и то и дело поминающей недобрым словом вечно изменявшего ей покойника (платье леопардового окраса и немыслимые шляпки). Лариса Голубкина – роль затянутой в строгий костюм чопорной дамы, четвертый год живущей только для посещения кладбища (поджатые губы и характерная поза оскорбленного достоинства при слишком вольных разговорах подруги). А Мария Аронова сыграла простодушную хлопотунью, не потерявшую вслед за образцовым объемом талии живость движений и способную подпрыгнуть на полметра от радости».— Анна Гордеева, «Время новостей»

«Одна из женщин очень быстро не выдерживает и начинает приставать к живым мужчинам. Повсеместно. В том числе и непосредственно на погосте. Эту женщину представляет Вера Алентова, в прошлом сезоне тонко и проникновенно сыгравшая одну из лучших своих ролей в спектакле по Беккету "О, счастливые дни". В новом спектакле она играет грубо – чай, не Беккет. Блещущая всеми цветами радуги палитра знаменитой актрисы превращает героиню Менчелла из не очень уравновешенной особы, одержимой мечтой о женском счастье, в неизлечимую нимфоманку.
Другая женщина верна памяти покойного супруга... Эту женщину сдержанно, но не очень выразительно играет Лариса Голубкина. Третья женщина раздираема противоречиями. У неё большое сердце, способное вместить и память о покойном муже, и новую привязанность. Именно у неё и случается в жизни роман. Тем паче что у её хорошего знакомого по удачному стечению обстоятельств как раз умерла жена, к которой он ходит на то же самое кладбище. Эту женщину играет Мария Аронова, наделенная таким восхитительным комическим темпераментом, что ей, как казалось, никакая драматургия не помеха».— Марина Давыдова, «Известия»